# Striden vid Haistila
Striden vid Haistila var en strid under finska kriget 1808–1809. Striden stod mellan svenska och ryska styrkor den 17 mars 1808 vid Haistila, söder om Ulvsby.

## Bakgrund
Den 17 mars under det svenska återtåget från Tavastehus till Uleåborg stod den 3:e brigadens huvudstyrkor vid Friby och Ulvsby kyrka med en mindre styrka söderut vid Haistila, båda sidor om Kumo älv. Den 21:a ryska divisionen var sedan den 16 mars samlad söder om Kumo älv mellan Harjavalta och Vittis. Svenska detachementet i Haistila bestod av en bataljon, en skvadron samt två kanoner, under befäl av Georg Fredrik Reutercrona. På grund av att svenskarna bränt landsvägsbroar var det inte förrän mot eftermiddagen som den främsta ryska styrkan nådde området vid Haistila.

## Slaget
De ryska styrkornas främsta kolonn, bestående av större delen av divisionens kavalleri, hade marscherat från Harjavalta under befäl av Ivan Feodorovitj Jankovitj. De avancerade mot den svenska fältvakten söder om älven, men deras anfall avvisades. Snart anlände dock den andra kolonnen, bestående av infanteri och artilleri under befäl av Nikolaj Vasiljevitj Vuitsch. Dessa tvingade den svenska avdelning till återtåg norr över den frusna älven, där Reutercrona organiserade resten av sin avdelning. Vuitsch skickade endast ett litet detachement mot svenskarnas front samt ett annat för att flankera deras ställning söderifrån, och gick samtidigt med huvuddelen av sin kolonn norrut. Han besköt även svenskarna med sitt artilleri, vilket nödsakade en reträtt med hela styrkan till Ulvsby. Här anlände Gustaf Löwenhielm, vilken övertog befälet, samt förstärkningar från Tavastehus läns infanteriregemente. Samtidigt hade resterande delar av brigaden lämnat sin ställning och fortsatt reträtten norrut. Därav retirerade även Löwenhielm och marscherade till Rosnäs. Han lämnade även ett manskap i Härpö, vilket bildade brigadens arriärgarde. De ryska styrkorna stannade vid Ulvsby och Friby.